# Szkoła Podstawowa nr 38 im. Bractwa Kurkowego w Krakowie
Szkoła Podstawowa nr 38 im. Bractwa Kurkowego – szkoła podstawowa w Krakowie, położona jest w dzielnicy Grzegórzki przy ulicy Francesco Nullo 23.

## Historia
Pierwsze wzmianki o szkole sięgają roku 1892, kiedy to najstarszy udokumentowany przekaz historyczny mówi o lokalizacji przy dzisiejszej ul. Żołkiewskiego szkoły rolniczej. Uchwałą Rady Miasta Krakowa z dnia 12 kwietnia 1995 r. szkoła przyjęła imię Bractwa Kurkowego. Rok później z rąk ówczesnego włodarza miasta Krakowa Józefa Lassoty szkoła otrzymała sztandar, na którym widnieje wizerunek kura oraz słowa Ignacego Krasickiego Kochać kraj, jemu służyć.